# Icosagone
Un icosagone est un polygone à 20 sommets, donc 20 côtés et 170 diagonales.
La somme des angles internes d'un icosagone non croisé vaut 3 240 degrés.
L'icosagone régulier est constructible.

## Icosagones réguliers
Un icosagone régulier est un icosagone dont les 20 côtés ont même longueur et dont les angles internes ont même mesure. Il y en a quatre : trois étoilés (les icosagrammes notés {20/3}, {20/7} et {20/9}) et un convexe (noté {20}). C'est de ce dernier qu'il s'agit lorsqu'on parle de « l'icosagone régulier ».

L'icosagone régulier convexe {20} et ses angles remarquables.

Les trois icosagones réguliers étoilés
{20/3} (angle interne : 126°)
{20/7} (angle interne : 54°)
{20/9} (angle interne : 18°)

## Caractéristiques de l'icosagone régulier
Chacun des 20 angles au centre mesure {\displaystyle {\frac {360^{\circ }}{20}}=18^{\circ }} et chaque angle interne mesure {\displaystyle {\frac {3\,240^{\circ }}{20}}=162^{\circ }}.
Si a est la longueur d'une arête :
- le périmètre vaut {\displaystyle P=20\,a} ;
- l'aire vaut {\displaystyle A=5\,a^{2}\cot \left({\frac {\pi }{20}}\right)}, soit :

{\displaystyle A=5\,a^{2}\left(1+{\sqrt {5}}+{\sqrt {5+2{\sqrt {5}}}}\right)} ;
- l'apothème vaut {\displaystyle H={\frac {2\,A}{P}}={\frac {a}{2}}\cot \left({\frac {\pi }{20}}\right)} ;
- le rayon vaut {\displaystyle R={\frac {H}{\cos \left({\frac {\pi }{20}}\right)}}={\frac {a}{2\sin \left({\frac {\pi }{20}}\right)}}}.

### Constructibilité
On peut construire l'icosagone à partir du décagone (obtenu lui-même d'une façon ou d'une autre), de la même façon qu'on construit ce dernier à partir du pentagone : par bissection.
On pouvait le prévoir grâce au théorème de Gauss-Wantzel, puisque 20 est le produit de 4 (puissance de 2) par 5 (nombre premier de Fermat).

## Référence
1. ↑  (en) Eric W. Weisstein, « Icosagon », sur MathWorld.